# Пуерто-Лемпіра
Пуерто-Лемпіра (ісп. Puerto Lempira) — місто в східній частині Гондурасу, на узбережжі лагуни Каратаска Карибського моря, в історичній області Ла-Москітія. Адміністративний центр департаменту Грасіас-а-Діос. Незважаючи на те, що в місті немає доріг з твердим покриттям, воно є найбільшим містом департаменту.

## Топонім
Назване на честь індіанського вождя Лемпіри, що воював проти іспанських конкістадорів на початку XVI столітті.

## Клімат
Місто знаходиться у зоні, котра характеризується мусонним кліматом. Найтепліший місяць — травень із середньою температурою 27.8 °C (82 °F). Найхолодніший місяць — січень, із середньою температурою 25 °С (77 °F).
| Клімат Пуерто-Лемпіри   | Клімат Пуерто-Лемпіри | Клімат Пуерто-Лемпіри | Клімат Пуерто-Лемпіри | Клімат Пуерто-Лемпіри | Клімат Пуерто-Лемпіри | Клімат Пуерто-Лемпіри | Клімат Пуерто-Лемпіри | Клімат Пуерто-Лемпіри | Клімат Пуерто-Лемпіри | Клімат Пуерто-Лемпіри | Клімат Пуерто-Лемпіри | Клімат Пуерто-Лемпіри | Клімат Пуерто-Лемпіри |
| Показник                | Січ.                  | Лют.                  | Бер.                  | Квіт.                 | Трав.                 | Черв.                 | Лип.                  | Серп.                 | Вер.                  | Жовт.                 | Лист.                 | Груд.                 | Рік                   |
| Середня температура, °C | 25                    | 25                    | 26                    | 27                    | 28                    | 27                    | 27                    | 27                    | 27                    | 27                    | 26                    | 25                    | 26                    |
| Норма опадів, мм        | 173                   | 85                    | 51                    | 56                    | 211                   | 429                   | 423                   | 359                   | 343                   | 341                   | 317                   | 249                   | 3038                  |
| ----------------------- | --------------------- | --------------------- | --------------------- | --------------------- | --------------------- | --------------------- | --------------------- | --------------------- | --------------------- | --------------------- | --------------------- | --------------------- | --------------------- |
| Джерело: Weatherbase    |                       |                       |                       |                       |                       |                       |                       |                       |                       |                       |                       |                       |                       |

## Історія
Пуерто-Лемпіра став адміністративним центром в 1975 році. До цього функції центру виконував місто Брус-Лагуна.
Після усунення від влади і вигнання в 1979 році в Нікарагуа Анастасіо Самоси силами Сандіністського фронту національного визволення, Пуерто-Лемпіра стала центром операцій ЦРУ проти сандиністів.

## Транспрт
Місто обслуговується регіональним аеропортом Пуерто-Лемпіра, який також є одним з вузлових аеропортів ВПС Гондурасу.